# Bandırma
Bandırma là một huyện thuộc tỉnh Balıkesir, Thổ Nhĩ Kỳ. Huyện có diện tích 713 km² và dân số thời điểm năm 2007 là 128603 người, mật độ 180 người/km².